# Кабила, Лоран-Дезире
Лора́н-Дезире́ Кабила́ (фр. Laurent-Désiré Kabila; 27 ноября 1939 — 16 января 2001) — президент Демократической Республики Конго, предводитель восстания, положившего конец военной диктатуре Мобуту. Получил образование во Франции. Являлся сподвижником Патриса Лумумбы и был лично знаком с Че Геварой (который с рядом своих латиноамериканских сподвижников одно время руководил конголезским движением на месте). В 1967 году основал Народную революционную партию и поднял восстание в провинции Южное Киву, где образовалось самопровозглашённое государство, просуществовавшее до 1988 года. В 1996 году с помощью руандийских тутси поднял восстание против Мобуту.

## Биография
Лоран-Дезире Кабила родился в Джадотвилле (ныне Ликаси), в провинции Катанга. Этнический банту. Принадлежит к народности луба как и его отец, в то время как мать — представительница народности лунда. Получил образование во Франции, где изучал политическую философию, и в Университете Дар-эс-Салама. Во врёмя учёбы во Франции Кабила увлёкся марксистскими идеями. После Парижа он изучал марксистско-ленинское учение в Нанкине (Китай) и в Албании.
После получения Конго независимости в 1960 году Кабила стал «заместителем командующего» молодёжным крылом организации Балукат (ассоциация племени балуба в Катанге), активно воевавшим против войск Моиза Чомбе, провозгласившего независимость Катанги от Конго. Тогда Кабила поддерживал лумумбистов, провозгласивших в Стэнливиле Народную республику Конго, воевавшую против президента Конго Жозефа Касавубу.

### Сотрудничество с Че Геварой
В 1965 году Че Гевара, приехавший в Конго с примерно сотней своих бойцов, намеревался устроить там революцию по кубинскому образцу. Короткое время Че Гевара сотрудничал с Кабилой, рассчитывая, что тот поможет в снабжении кубинского отряда. Однако Кабила не оправдал надежд. Че Гевара охарактеризовал Кабилу как «ненадёжного человека», интересующегося в основном выпивкой и женщинами. Неудачное сотрудничество Че Гевары с Кабилой привело к разгрому в том же году отряда партизан-кубинцев. Тем не менее Че Гевара говорил, что из всех встреченных им в Конго людей Кабила был единственным, кто обладал качествами вождя масс, но ругал его за отсутствие «революционной серьёзности».

### Правитель «народно-революционного» Киву
В 1967 году Кабила со своими бойцами стал базироваться в горном районе провинции Южная Киву, западнее озера Танганьика. Там Кабила основал свою Народно-революционную партию, а затем при поддержке Китая создал в Южной Киву сепаратное марксистское государство. Кабила провёл там коллективизацию сельского хозяйства, организовал добычу и контрабанду полезных ископаемых, а также обложил данью прилегающие районы. Командиры правительственных войск в тех районах боялись бойцов Кабилы и поэтому поставляли ему вооружение и припасы в обмен на ограничение рейдов-грабежей. К концу 1970-х годов Кабила существенно разбогател, обзавёлся собственными особняками в столице Танзании Дар-эс-Саламе и в столице Уганды Кампале.
В 1988 году «народно-революционное государство» в Южной Киву прекратило существование, а Кабила исчез, и распространились слухи о его смерти.

## Президент ДР Конго
Кабила вновь объявился в стране в октябре 1996 года во главе племени тутси в провинции Южная Киву и начал войну против племени хуту, положив начало Первой конголезской войне. При поддержке Бурунди, Уганды и Руанды Кабила повёл своих бойцов в крупномасштабное наступление против войск Мобуту. В мае 1997 года Мобуту бежал из страны, а Кабила 17 мая провозгласил свою победу.
Вступив в Киншасу 20 мая 1997 года, Кабила провозгласил себя президентом республики, которую вновь переименовал из Заира в ДРК и вернул отменённые Мобуту государственные символы. Кабила придерживался социалистических убеждений, однако на практике его политический курс был смесью капитализма с коллективизмом. Критики утверждали, что по степени авторитаризма его правление мало отличалось от режима свергнутого диктатора. Министр информации Заира, ранее отвечавший за культ личности Мобуту, остался на своём посту и организовал возвеличивание уже нового президента. Каких-либо выборов не проводилось. Кабила, ранее близкий к коммунистам, придя к власти, смог установить приемлемые отношения с США и их союзниками.
В 1998 году прежние союзники Кабилы — Уганда и Руанда — выступили против него и поддержали новое восстание. Началась масштабная Вторая конголезская война. Кабила нашёл новых союзников в лице Зимбабве, Намибии и Анголы и с помощью их войск удержал за собой южную и западную части страны.
16 января 2001 года Кабила получил огнестрельные ранения при не вполне ясных обстоятельствах (по официальной версии — во время попытки государственного переворота) и был доставлен на самолёте в Зимбабве, где два дня спустя было объявлено о его смерти. Следующим президентом стал его 29-летний сын Жозеф Кабила, при котором политическая ситуация в стране несколько стабилизировалась.